# Лебєдєва Яна Олександрівна
Яна Олександрівна Лебєдєва (нар. 12 лютого 1984) — українська легкоатлетка. Майстер спорту України міжнародного класу спорту України міжнародного класу. Член збірної команди України з легкої атлетики серед спортсменів з ураженнями опорно-рухового апарату. Срібна призерка чемпіонату світу в Лондоні 2017 у штовханні ядра. Срібна призерка світу 2019 року у метанні диска. Срібна призерка Паралімпійських ігор 2020 у Токіо з метання диску.

## Спортивна кар'єра

### Чемпіонат світу 2019
На Чемпіонат світу з легкої атлетики, що відбувався 2019 року з 7 по 15 листопада у Дубаї (Об'єднані Арабські Емірати) завоювала срібну нагороду. 14 листопада Яна виборола срібну нагороду з результатом 16,26 метра зі світовим та європейським рекордом.